# Olympische Sommerspiele 2008/Judo
Bei den XXIX. Olympischen Sommerspielen 2008 in Peking fanden 14 Judo-Wettbewerbe statt, je sieben für Männer und Frauen. Austragungsort war das Beijing Science and Technology University Gymnasium im Stadtbezirk Haidian.

## Bilanz

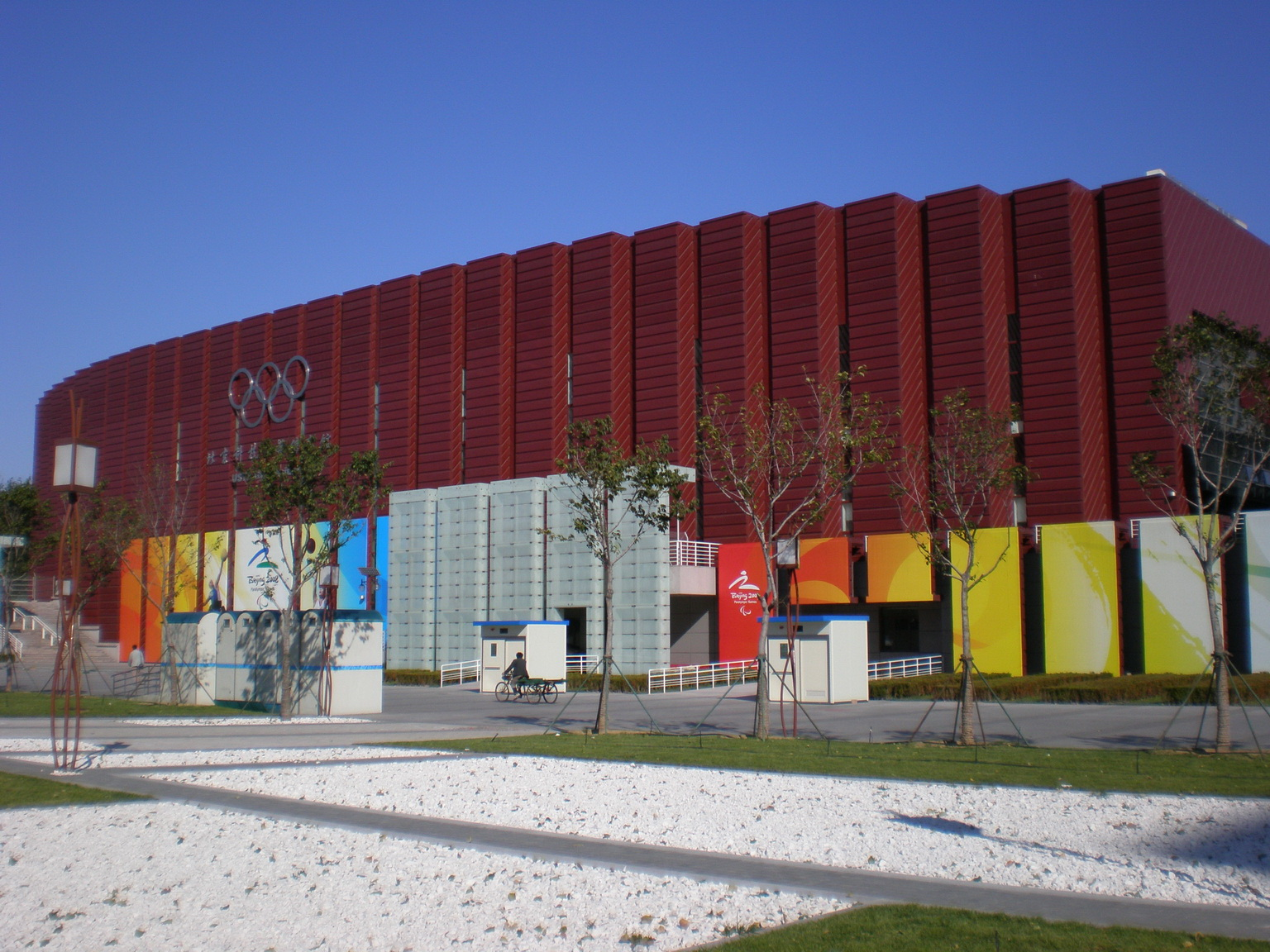
Sporthalle der Wissenschafts- und Technologieuniversität

### Medaillenspiegel
| Platz | Land               | Gold | Silber | Bronze | Gesamt |
| ----- | ------------------ | ---- | ------ | ------ | ------ |
| 1     | Japan              | 4    | 1      | 2      | 7      |
| 2     | China              | 3    | –      | 1      | 4      |
| 3     | Südkorea           | 1    | 2      | 1      | 4      |
| 4     | Aserbaidschan      | 1    | –      | 1      | 2      |
| 5     | Deutschland        | 1    | –      | –      | 1      |
| 6     | Georgien           | 1    | –      | –      | 1      |
| 6     | Italien            | 1    | –      | –      | 1      |
| 6     | Mongolei           | 1    | –      | –      | 1      |
| 6     | Rumänien           | 1    | –      | –      | 1      |
| 10    | Kuba               | –    | 3      | 3      | 6      |
| 11    | Frankreich         | –    | 2      | 2      | 4      |
| 12    | Niederlande        | –    | 1      | 4      | 5      |
| 13    | Nordkorea          | –    | 1      | 2      | 3      |
| 14    | Algerien           | –    | 1      | 1      | 2      |
| 14    | Usbekistan         | –    | 1      | 1      | 2      |
| 16    | Kasachstan         | –    | 1      | –      | 1      |
| 16    | Österreich         | –    | 1      | –      | 1      |
| 18    | Brasilien          | –    | –      | 3      | 3      |
| 19    | Ägypten            | –    | –      | 1      | 1      |
| 19    | Argentinien        | –    | –      | 1      | 1      |
| 19    | Schweiz            | –    | –      | 1      | 1      |
| 19    | Slowenien          | –    | –      | 1      | 1      |
| 19    | Tadschikistan      | –    | –      | 1      | 1      |
| 19    | Ukraine            | –    | –      | 1      | 1      |
| 19    | Vereinigte Staaten | –    | –      | 1      | 1      |

### Medaillengewinner
| Konkurrenz         | Gold                     | Silber            | Bronze                           |
| ------------------ | ------------------------ | ----------------- | -------------------------------- |
| Superleichtgewicht | Choi Min-ho              | Ludwig Paischer   | Ruben Houkes Rishod Sobirov      |
| Halbleichtgewicht  | Masato Uchishiba         | Benjamin Darbelet | Yordanis Arencibia Pak Chol-min  |
| Leichtgewicht      | Elnur Məmmədli           | Wang Ki-chun      | Rassul Boqijew Leandro Guilheiro |
| Halbmittelgewicht  | Ole Bischof              | Kim Jae-bum       | Tiago Camilo Roman Hontjuk       |
| Mittelgewicht      | Irakli Zirekidse         | Amar Benikhlef    | Sergei Aschwanden Hesham Mesbah  |
| Halbschwergewicht  | Naidangiin Tüwschinbajar | Asqat Schitkejew  | Henk Grol Mövlüd Mirəliyev       |
| Schwergewicht      | Satoshi Ishii            | Abdullo Tangriyev | Oscar Braison Teddy Riner        |

| Konkurrenz         | Gold                    | Silber              | Bronze                             |
| ------------------ | ----------------------- | ------------------- | ---------------------------------- |
| Superleichtgewicht | Alina Alexandra Dumitru | Yanet Bermoy        | Paula Pareto Ryōko Tani            |
| Halbleichtgewicht  | Xian Dongmei            | An Kum-ae           | Soraya Haddad Misato Nakamura      |
| Leichtgewicht      | Giulia Quintavalle      | Deborah Gravenstijn | Ketleyn Quadros Xu Yan             |
| Halbmittelgewicht  | Ayumi Tanimoto          | Lucie Décosse       | Elisabeth Willeboordse Won Ok-im   |
| Mittelgewicht      | Masae Ueno              | Anaysi Hernández    | Edith Bosch Ronda Rousey           |
| Halbschwergewicht  | Yang Xiuli              | Yalennis Castillo   | Jeong Gyeong-mi Stéphanie Possamaï |
| Schwergewicht      | Tong Wen                | Maki Tsukada        | Lucija Polavder Idalys Ortíz       |

## Qualifikation
Jedes Nationale Olympische Komitee konnte je Gewichtsklasse maximal einen Athleten nominieren. Qualifikationswettbewerbe waren die Weltmeisterschaften 2007 und die einzelnen kontinentalen Ausscheidungswettkämpfe. An diesen Wettbewerben nahmen mindestens 217 Männer und 147 Frauen teil. Hinzu kamen 22 weitere Startplätze, die auf beide Geschlechter aufgeteilt wurden.

## Ergebnisse Männer

### Superleichtgewicht (bis 60 kg)
| Platz | Land | Sportler        |
| ----- | ---- | --------------- |
| 1     | KOR  | Choi Min-ho     |
| 2     | AUT  | Ludwig Paischer |
| 3     | NED  | Ruben Houkes    |
| 3     | UZB  | Rishod Sobirov  |
| 5     | FRA  | Dimitri Dragin  |
| 5     | ISR  | Gal Yekutiel    |
| 7     | GBR  | Craig Fallon    |
| 7     | CAN  | Frazer Will     |

Datum: 9. August 2008

33 Teilnehmer aus 33 Ländern
Das Finale war nach 2:14 Minuten durch einen Ippon vorzeitig entschieden. Choi Min-ho war in Athen 2004 Olympiadritter geworden. Für Österreich war das Silber von Ludwig Paischer die erste Medaille in diesem Jahr.

### Halbleichtgewicht (bis 66 kg)
| Platz | Land | Sportler           |
| ----- | ---- | ------------------ |
| 1     | JPN  | Masato Uchishiba   |
| 2     | FRA  | Benjamin Darbelet  |
| 3     | CUB  | Yordanis Arencibia |
| 3     | PRK  | Pak Chol-min       |
| 5     | RUS  | Alim Gadanow       |
| 5     | UZB  | Mirali Sharipov    |
| 7     | ITA  | Giovanni Casale    |
| 7     | EGY  | Aheen El Hady      |

Datum: 10. August 2008

33 Teilnehmer aus 33 Ländern
Der Finalkampf zwischen dem Japaner Masato Uchishiba und Benjamin Darbelet aus Frankreich endete bereits nach 68 Sekunden mit einem Ippon. Uchishiba konnte so seinen Titel von 2004 verteidigen.

### Leichtgewicht (bis 73 kg)
| Platz | Land | Sportler          |
| ----- | ---- | ----------------- |
| 1     | AZE  | Elnur Məmmədli    |
| 2     | KOR  | Wang Ki-chun      |
| 3     | TJK  | Rassul Boqijew    |
| 3     | BRA  | Leandro Guilheiro |
| 5     | IRI  | Ali Maloumat      |
| 5     | BEL  | Dirk Van Tichelt  |
| 7     | UKR  | Hennadij Bilodid  |
| 7     | JPN  | Yūsuke Kanamaru   |

Datum: 11. August 2008

32 Teilnehmer aus 32 Ländern
Nach nur 13 Sekunden war der Finalkampf zugunsten des Aserbaidschaners Elnur Məmmədli entschieden, der seinem Land die erste Goldmedaille dieser Olympischen Spiele sicherte. Für Tadschikistan war die Bronzemedaille von Rassul Boqijew die erste Medaille bei den Spielen 2008, für Brasilien die zweite, kurz nachdem im Frauenjudo Ketleyn Quadros Edelmetall geholt hatte.

### Halbmittelgewicht (bis 81 kg)
| Platz | Land | Sportler                 |
| ----- | ---- | ------------------------ |
| 1     | GER  | Ole Bischof              |
| 2     | KOR  | Kim Jae-bum              |
| 3     | BRA  | Tiago Camilo             |
| 3     | UKR  | Roman Hontjuk            |
| 5     | NED  | Guillaume Elmont         |
| 5     | MGL  | Damdinsürengiin Njamchüü |
| 7     | GBR  | Euan Burton              |
| 7     | POL  | Robert Krawczyk          |

Datum: 12. August 2008

35 Teilnehmer aus 35 Ländern
Ole Bischof brachte der deutschen Mannschaft die zweite Goldmedaille und die erste Judomedaille dieser Spiele ein. Im Finale schlug er den Südkoreaner Kim mit Yuko, nachdem er zuvor schon den Olympiazweiten Hontjuk und Weltmeister Camilo geschlagen hatte.

### Mittelgewicht (bis 90 kg)
| Platz | Land | Sportler                 |
| ----- | ---- | ------------------------ |
| 1     | GEO  | Irakli Zirekidse         |
| 2     | ALG  | Amar Benikhlef           |
| 3     | SUI  | Sergei Aschwanden        |
| 3     | EGY  | Hesham Mesbah            |
| 5     | FRA  | Yves-Matthieu Dafreville |
| 5     | RUS  | Iwan Perschin            |
| 7     | BLR  | Andrej Kasussjonak       |
| 7     | BRA  | Eduardo Santos           |
|       |      |                          |
| 20    | GER  | Michael Pinske           |

Datum: 13. August 2008

31 Teilnehmer aus 31 Ländern

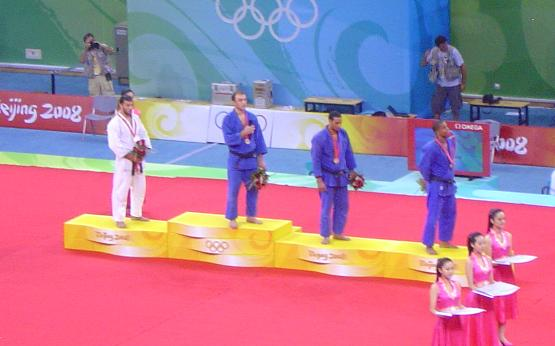
Die Siegerehrung im Mittelgewicht

Zirekidse gewann den Finalkampf durch Koka nach einer Bestrafung seines Gegners. Sergei Aschwanden gewann als dritter Schweizer nach Eric Hänni (1964) und Jürg Röthlisberger (1976, 1980) eine Medaille im Judo. Der Deutsche Michael Pinske unterlag Aschwanden in Runde 1 durch Yuko.

### Halbschwergewicht (bis 100 kg)
| Platz | Land | Sportler                 |
| ----- | ---- | ------------------------ |
| 1     | MGL  | Naidangiin Tüwschinbajar |
| 2     | KAZ  | Asqat Schitkejew         |
| 3     | NED  | Henk Grol                |
| 3     | AZE  | Mövlüd Mirəliyev         |
| 5     | POL  | Przemysław Matyjaszek    |
| 5     | GEO  | Lewan Schorscholiani     |
| 7     | HUN  | Dániel Hadfi             |
| 7     | KOR  | Jang Sung-ho             |
| 9     | GER  | Benjamin Behrla          |

Datum: 14. August 2008

32 Teilnehmer aus 32 Ländern

### Schwergewicht (über 100 kg)
| Platz | Land | Sportler               |
| ----- | ---- | ---------------------- |
| 1     | JPN  | Satoshi Ishii          |
| 2     | UZB  | Abdullo Tangriyev      |
| 3     | CUB  | Oscar Braison          |
| 3     | FRA  | Teddy Riner            |
| 5     | GEO  | Lascha Gudschedschiani |
| 5     | IRI  | Mohammad Reza Rodaki   |
| 7     | BRA  | João Schlittler        |
| 7     | RUS  | Tamerlan Tmenow        |
| 9     | GER  | Andreas Tölzer         |

Datum: 15. August 2008

33 Teilnehmer aus 33 Ländern

## Ergebnisse Frauen

### Superleichtgewicht (bis 48 kg)
| Platz | Land | Sportlerin              |
| ----- | ---- | ----------------------- |
| 1     | ROM  | Alina Alexandra Dumitru |
| 2     | CUB  | Yanet Bermoy            |
| 3     | ARG  | Paula Pareto            |
| 3     | JPN  | Ryōko Tani              |
| 5     | RUS  | Ljudmila Bogdanowa      |
| 5     | PRK  | Pak Ok-song             |
| 7     | HUN  | Éva Csernoviczki        |
| 7     | POR  | Ana Hormigo             |
| 9     | GER  | Michaela Baschin        |

Datum: 9. August 2008

23 Teilnehmerinnen aus 23 Ländern

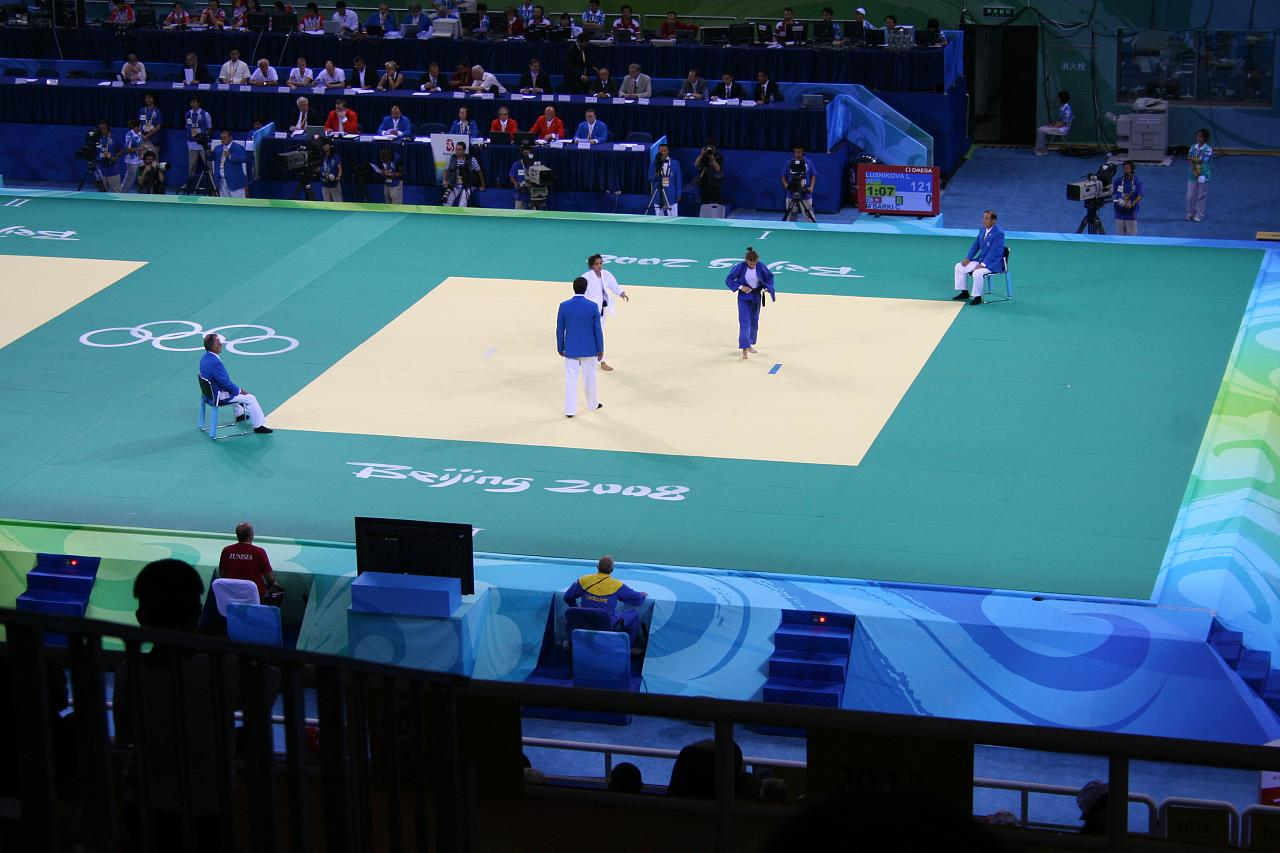
Kampfszene im Superleichtgewicht der Frauen

Die Deutsche Michaela Baschin unterlag in der dritten Runde sowie in der Trostrunde und hatte so keinerlei Medaillenchancen. Im Halbfinale bezwang die spätere Siegerin Alina Alexandra Dumitru die zweimalige Olympiasiegerin Ryōko Tani und verhinderte damit, dass diese als erste Judoka überhaupt zum dritten Mal in Folge Gold gewinnen konnte. Im Finale besiegte Dumitru die Kubanerin Yanet Bermoy, die zuvor in der dritten Runde Michaela Baschin bezwungen hatte.

### Halbleichtgewicht (bis 52 kg)
| Platz | Land | Sportlerin        |
| ----- | ---- | ----------------- |
| 1     | CHN  | Xian Dongmei      |
| 2     | PRK  | An Kum-ae         |
| 3     | ALG  | Soraya Haddad     |
| 3     | JPN  | Misato Nakamura   |
| 5     | KAZ  | Scholpan Kalijewa |
| 5     | KOR  | Kim Kyung-ok      |
| 7     | ESP  | Ana Carrascosa    |
| 7     | BEL  | Ilse Heylen       |

Datum: 10. August 2008

22 Teilnehmerinnen aus 22 Ländern
Nach der Japanerin Ryōko Tani ist Xian Dongmei erst die zweite Judoka, die ihren Olympiatitel verteidigen konnte. Das Finale entschied die Chinesin mit einem Yuko gegen die Nordkoreanerin An Kum-ae für sich. Die Deutsche Romy Tarangul gewann zwar zunächst einen Kampf, verlor dann aber zweimal in Folge und hatte so keine Medaillenchancen mehr. Für Algerien war Soraya Haddads Bronzemedaille die erste Judo-Medaille überhaupt und zudem die erste Medaille bei diesen Spielen. Xian Dongmei gewann das bereits fünfte Gold für den Gastgeber.

### Leichtgewicht (bis 57 kg)
| Platz | Land | Sportlerin          |
| ----- | ---- | ------------------- |
| 1     | ITA  | Giulia Quintavalle  |
| 2     | NED  | Deborah Gravenstijn |
| 3     | BRA  | Ketleyn Quadros     |
| 3     | CHN  | Xu Yan              |
| 5     | AUS  | Maria Pekli         |
| 5     | FRA  | Barbara Harel       |
| 7     | JPN  | Aiko Satō           |
| 7     | HUN  | Bernadett Baczkó    |
| 9     | GER  | Yvonne Bönisch      |
|       |      |                     |
| 19    | AUT  | Sabrina Filzmoser   |

Datum: 11. August 2008

22 Teilnehmerinnen aus 22 Ländern
Die Deutsche Yvonne Bönisch, Titelverteidigerin aus Athen, schied bereits in der ersten Runde gegen die spätere Siegerin Giulia Quintavalle aus. Diese siegte im Finale mit Yuko und Koka über die Niederländerin Deborah Gravenstijn sicherte Italien das zweite Gold dieser Spiele. In einem der beiden Finals um Bronze holte Ketleyn Quadros die erste Medaille bei diesen Spielen für Brasilien. Die Österreicherin Sabrina Filzmoser schied in der ersten Runde aus.

### Halbmittelgewicht (bis 63 kg)
| Platz | Land | Sportlerin             |
| ----- | ---- | ---------------------- |
| 1     | JPN  | Ayumi Tanimoto         |
| 2     | FRA  | Lucie Décosse          |
| 3     | NED  | Elisabeth Willeboordse |
| 3     | PRK  | Won Ok-im              |
| 5     | CUB  | Driulis González       |
| 5     | AUT  | Claudia Heill          |
| 7     | VEN  | Ysis Barreto           |
| 7     | SLO  | Urška Žolnir           |
| 9     | GER  | Anna von Harnier       |

Datum: 12. August 2008

25 Teilnehmerinnen aus 25 Ländern

### Mittelgewicht (bis 70 kg)
| Platz | Land | Sportlerin       |
| ----- | ---- | ---------------- |
| 1     | JPN  | Masae Ueno       |
| 2     | CUB  | Anaysi Hernández |
| 3     | NED  | Edith Bosch      |
| 3     | USA  | Ronda Rousey     |
| 5     | GER  | Annett Böhm      |
| 5     | ESP  | Leire Iglesias   |
| 7     | COL  | Yuri Alvear      |
| 7     | HUN  | Anett Mészáros   |

Datum: 13. August 2008

22 Teilnehmerinnen aus 22 Ländern
Die Leipzigerin Annett Böhm, Bronzemedaillengewinnerin in Athen 2004, belegte in dieser Gewichtsklasse den fünften Platz. Im Kampf um Bronze verlor sie mit Yuko (mittlere Wertung) zu Koka (kleine Wertung) gegen die US-Amerikanerin Ronda Rousey.

### Halbschwergewicht (bis 78 kg)
| Platz | Land | Sportlerin                 |
| ----- | ---- | -------------------------- |
| 1     | CHN  | Yang Xiuli                 |
| 2     | CUB  | Yalennis Castillo          |
| 3     | KOR  | Jeong Gyeong-mi            |
| 3     | FRA  | Stéphanie Possamaï         |
| 5     | ESP  | Esther San Miguel          |
| 5     | BRA  | Edinanci Silva             |
| 7     | MGL  | Pürewdschargalyn Lchamdegd |
| 7     | GER  | Heide Wollert              |

Datum: 14. August 2008

21 Teilnehmerinnen aus 21 Ländern
Eine seltene Möglichkeit der Entscheidung kam in diesem Finale zum Einsatz. Da die Chinesin Yang Xiuli und die Kubanerin Yalennis Castillo ohne Wertung nach fünf Minuten blieben, wurde das Finale zugunsten der aktiveren Kämpferin entschieden. Die Jury proklamierte Yang zur angriffsfreudigeren Judoka, sodass Kuba zwar zum dritten Mal Silber bei den diesjährigen Olympia-Judowettbewerben blieb, sie aber noch länger auf ihr erstes Gold warten müssen. Die deutsche Bronzegewinnerin von 2004 Heide Wollert verlor zwei Kämpfe und platzierte sich so auf Rang sieben.

### Schwergewicht (über 78 kg)
| Platz | Land | Sportlerin                 |
| ----- | ---- | -------------------------- |
| 1     | CHN  | Tong Wen                   |
| 2     | JPN  | Maki Tsukada               |
| 3     | SLO  | Lucija Polavder            |
| 3     | CUB  | Idalys Ortíz               |
| 5     | KOR  | Kim Nayoung                |
| 5     | MGL  | Dordschgotowyn Tserenchand |
| 7     | EGY  | Samah Ramadan              |
| 7     | FRA  | Anne-Sophie Mondière       |
|       |      |                            |
| 14    | GER  | Sandra Köppen              |

Datum: 14. August 2008

21 Teilnehmerinnen aus 21 Ländern